# Денисовский переулок
Дени́совский переу́лок — улица в центре Москвы в Басманном районе между Токмаковым переулком и Бауманской улицей.

## Происхождение названия
Назван в XIX веке, по одной версии — по имени писателя Д. И. Фонвизина, жившего здесь в 1791—1792 годах; по другой — по фамилии владельца находившихся здесь (на ручье Кукуй) бань. Первоначально назывался Голландский переулок — по голландской церкви в Немецкой слободе.

## Описание
Денисовский переулок начинается от перекрёстка Гороховского и Токмакова переулков, проходит на восток, пересекает Доброслободскую улицу и Большой Демидовский переулок, заканчивается на Бауманской улице.

## Примечательные здания и сооружения
По нечётной стороне:
- № 15 — начальная школа-детский сад № 1880.
- № 23 — жилой дом с палатами (XVII—XIX вв.)
- № 25 — особняк П. И. Щапова (на углу с Бауманской улицей) по проекту архитектора А. С. Каминского при участии Ф. О. Шехтеля

По чётной стороне:
- № 6 — школа-интернат № 28;
- № 24 — жилой дом А. В. Крупенникова (1912, архитектор В. А. Рудановский)  памятник архитектуры (региональный)[2]. Дом находится в собственности Российской Федерации, в 2014 году право оперативного управления закреплено за Министерством внутренних дел, но ещё в сентябре 2016 года «объект» не был передан МВД по акту, и ответственность за его сохранность несло территориальное управление Росимущества. Мосгорнаследие утвердило охранное обязательство. Фактически здание заброшено. Кровля проржавела, некоторые оконные стекла выбиты. Последний ремонт с покраской фасадов проводился в начале 1990-х годов. Дом внесён в Красную книгу Архнадзора (электронный каталог объектов недвижимого культурного наследия Москвы, находящихся под угрозой), номинация — запустение[3];
- № 30 — московская типография № 13;
- № 34 — особняк наследников Яни Панайот[4] (1903, архитектор Л. Ф. Даукша).